# Arctia rubrociliata
Arctia rubrociliata là một loài bướm đêm thuộc phân họ Arctiinae, họ Erebidae.